# Halodule
Halodule là một chi thực vật có hoa trong họ Cymodoceaceae.